# كأس الأساطير

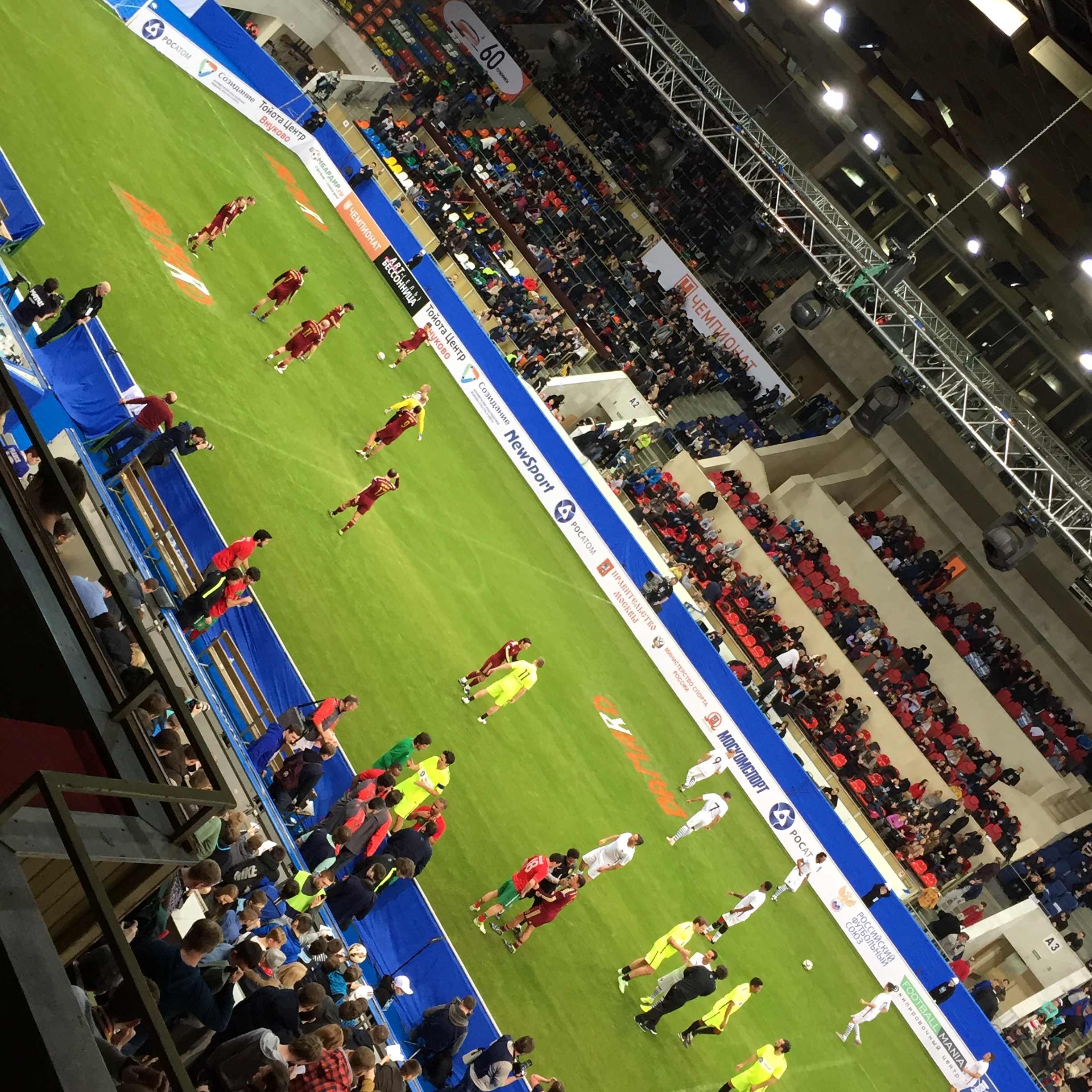
نهائي كاس الاساطير عام 2016

كأس الأساطير (بالروسية: Кубок Легенд) هي بطولة بدأت في روسيا 2009 للأعبين المعتزلين (+35 سنة), أقيمت البطولة بدعم الاتحاد الروسي لكرة القدم ومجلس دوما مدينة موسكو ومجلس الدوما.
مباريات البطولة تقام بمشاركة 5 لاعبين زائد حارس لكل فريق يلعبون 40 دقيقة مقسمة على شوطين كل شوط 20 دقيقة.

## ملخص البطولة
| السنة | المستضيف     | البطل | الوصيف  | النتيجة |
| ----- | ------------ | ----- | ------- | ------- |
| 2009  | موسكو، روسيا | روسيا | إسبانيا | 8-4     |

## الأبطال حسب البلد
| المنتخب | البطل    | الوصيف   |
| ------- | -------- | -------- |
| روسيا   | 1 (2009) | -        |
| إسبانيا | -        | 1 (2009) |

## روابط
- موقع البطولة الرسمي
- News page about the tournament